# Hojo Tokinori
Hojo Tokinori (Japans: 北条時範) (1264 - 11 september 1307) van de Hojo-clan was de twaalfde kitakata rokuhara tandai (hoofd binnenlandse veiligheid te Kioto) van 1301 tot 1303. 